# Raúl Cárdenas de la Vega
Raúl Cárdenas de la Vega (30 d'octubre de 1928-25 de març de 2016) va ser un futbolista i entrenador mexicà. Jugava en la posició de defensa central.

## Biografia
Va vestir les samarretes del España, Guadalajara, Marte, Puebla i Zacatepec durant la seva carrera com a jugador actiu, sent campió amb aquest equip. Va jugar en la selecció de futbol de Mèxic que va participar en els Jocs Olímpics de 1948 a Londres, els mundials de Suïssa 1954, Suècia 1958 i de Xile 1962.

### Carrera
Cárdenas va iniciar la seva carrera de futbolista amb el Real Club España, tenint el seu debut en la primera divisió Mexicana contra l'asturias FC en la temporada 1947-48. Va jugar per tres temporades amb l'España abans que l'equip es retirés de la Lliga, per pressions d'índole política. Va jugar per al Club Deportivo Guadalajara, Club Deportivo Marte, de Morelos y Puebla F.C., abans d'unir-se al Zacatepec per 10 temporades. Es va retirar com a jugador actiu als 37 anys, iniciant-se com a entrenador del Cruz Azul, els Cementeros, anteriorment els Conejitos Blancos de Jasso.
Va ser DT de la selecció de futbol de Mèxic durant el Mundial de Mèxic 1970, on va portar a la selecció a superar per primera vegada en la seva història la primera fase d'una Copa del Món. Paral·lelament al seu treball de director tècnic nacional, va dirigir al Cruz Azul els Cementeros de 1966 a 1975, període en el qual va obtenir 11 títols (5 de Lliga, 1 de Copa, 2 de Campió de Campions i 3 de Concacaf); i després al América, en aquest temps els Canarios, on va aconseguir el títol de lliga en la temporada 1975/76, el de Concacaf de 1978 i la Copa Interamericana d'aquest mateix any. Finalment a principis de la dècada dels anys 90 va dirigir al Toluca, els Diablos Rojos.

## Mort
Va morir el 25 de març del 2016 als 87 anys, a la ciutat de Cuervanaca, Morelos.

### Participacions en Copes del Món

#### Com a jugador
| Mundial                        | Seu    | Resultat     |
| ------------------------------ | ------ | ------------ |
| Copa Mundial de Futbol de 1954 | Suïssa | Primera Fase |
| Copa Mundial de Futbol de 1958 | Suècia | Primera Fase |
| Copa Mundial de Futbol de 1962 | Xile   | Primera Fase |

#### Com a entrenador
| Mundial                        | Seu   | Resultat        |
| ------------------------------ | ----- | --------------- |
| Copa Mundial de Futbol de 1970 | Mèxic | Quarts de final |

## Palmarès

### Com a jugador
| Títol           | Club      | Seu   | Any     |
| --------------- | --------- | ----- | ------- |
| Primera Divisió | España    | Mèxic | 1947-50 |
| Primera Divisió | Zacatepec | Mèxic | 1954-55 |
| Primera Divisió | Zacatepec | Mèxic | 1957-58 |

### Com a entrenador

#### Campionats nacionals
| Títol              | Club      | Seu   | Any     |
| ------------------ | --------- | ----- | ------- |
| Primera Divisió    | Cruz Azul | Mèxic | 1968-69 |
| Copa Mèxic         | Cruz Azul | Mèxic | 1968-69 |
| Campió de Campions | Cruz Azul | Mèxic | 1968-69 |
| Primera Divisió    | Cruz Azul | Mèxic | 1970    |
| Primera Divisió    | Cruz Azul | Mèxic | 1971-72 |
| Primera Divisió    | Cruz Azul | Mèxic | 1972-73 |
| Primera Divisió    | Cruz Azul | Mèxic | 1973-74 |
| Campió de Campions | Cruz Azul | Mèxic | 1973-74 |
| Primera Divisió    | América   | Mèxic | 1975-76 |
| Campió de Campions | América   | Mèxic | 1975-76 |

#### Campionats internacionals
| Títol                            | Club      | Seu   | Any  |
| -------------------------------- | --------- | ----- | ---- |
| Lliga de Campions de la Concacaf | Cruz Azul | Mèxic | 1969 |
| Lliga de Campions de la Concacaf | Cruz Azul | Mèxic | 1970 |
| Lliga de Campions de la Concacaf | Cruz Azul | Mèxic | 1971 |
| Lliga de Campions de la Concacaf | América   | Mèxic | 1977 |
| Copa Interamericana              | América   | Mèxic | 1978 |